# Philippe Joutard
Philippe Joutard, né le 26 février 1935 à Paris, est un historien français, professeur émérite d'histoire moderne de l'université de Provence Aix-Marseille I, et recteur d'académie honoraire.

## Biographie
Philippe Joutard est agrégé d'histoire en 1958. Il est professeur au lycée Thiers de Marseille de 1962 à 1969, puis soutient, en 1974, une thèse d'État, consacrée à la guerre des Camisards (1702-1704), appréhendée en s'attachant à la tradition orale, publiée sous l'intitulé La Légende des camisards : une sensibilité au passé. Il est nommé professeur d'histoire moderne à l'université d'Aix-Marseille, et enseigne à l’École des hautes études en sciences sociales.
Il est ensuite recteur d'académie de Besançon (1989-1992) et de Toulouse (1992-1997). Il préside une commission ministérielle sur l'enseignement de l'histoire-géographie préconisant le renforcement de l'histoire des religions, des sciences et des arts de 1988 à 1989. Il est l'auteur d'un rapport sur la Grande pauvreté et réussite scolaire (1993) et préside la commission de programmes pour l’école primaire (2001-2002).

## Recherches
Philippe Joutard est un spécialiste reconnu d'histoire religieuse, consacrant plusieurs ouvrages au mouvement camisard du début du XVIIIe siècle et à l'histoire religieuse de la France, dirigeant notamment le volume 3 de l'Histoire de la France religieuse de Jacques Le Goff et René Rémond, intitulé Du roi très chrétien à la laïcité républicaine : XVIIIe – XIXe siècle ou des ouvrages d'histoire régionale, sur les Cévennes.

## Responsabilités institutionnelles et associatives
Philippe Joutard est président du Club cévenol de 1975 à 2001 et membre honoraire de l'Académie de Nîmes (après en avoir été membre non résidant).
Il appartient à l'équipe fondatrice de la revue L'Histoire en 1978. Il est membre de son comité scientifique et y rédige régulièrement des articles.

## Publications

### Ouvrages
- Les Camisards, coll. archives, Gallimard / Julliard, Paris,1976, textes choisis et présentés par Ph. Joutard.
- La légende des camisards : une sensibilité au passé, Paris, Gallimard, coll. « Bibliothèque des histoires », 1977, 439 p.
- Ces voix qui nous viennent du passé, Paris, Hachette, 1983[8]
- L'Invention du Mont Blanc, Gallimard, coll. « Archives », 1986
- Réussir l’École, avec Claude Thélot, coll. « L'épreuve des faits », Le Seuil, 1999
- De la francophilie en Amérique, avec Geneviève Joutard, Actes Sud, 2006
- Histoire et mémoires, conflits et alliance, Paris : La Découverte, coll. « Écritures de l'histoire », 2013, 341 p.  (ISBN 978-2-7071-7345-4) compte rendu en ligne.
- La révocation de l'édit de Nantes ou les faiblesses d'un État; Paris, Gallimard, coll. «Folio histoire», 2018, 552 p.  (ISBN 978-2-07-276537-7)
- avec Jean-Clément Martin, Camisards et vendéens. Deux guerres françaises. Deux mémoires vivantes, éditions Alcide, 2018, 144 p.

### Direction d'ouvrages
- Cévennes, terre de refuge, 1940-1944, avec Patrick Cabanel et Jacques Poujol, Montpellier, Presses du Languedoc, « Club Cévenol », 1987, 358 p.  (ISBN 2859980490).
- Histoire de Marseille en treize événements, Marseille, Jeanne Laffitte, 1998, 224 p.
- Grande pauvreté et réussite scolaire, rapport au ministre de l’Éducation nationale et de la culture (octobre 1992), Toulouse, CRDP Midi-Pyrénées, 1995, 150 p.
- Les Cévennes : de la montagne à l'homme, Toulouse, Privat, 1979, 510 p.
- (co-dir.) Lucien Febvre face à l'Histoire, avec Marie Barral-Baron, Presses universitaires de Rennes, 2019, 420 p.

## Distinctions
- 1978 : prix Broquette-Gonin pour La légende des Camisards[9].
- 1995 :  Chevalier de la Légion d'honneur [10]
- 2001 :  Officier de l'ordre national du Mérite [10]
- 2002 : médaille du Club cévenol[11]
- 2019 : grand prix Gobert pour La révocation de l’édit de Nantes ou les faiblesses d’un État et l’ensemble de son œuvre[9].